# Lipostratia
Lipostratia is een geslacht van kevers uit de familie van de loopkevers (Carabidae). De wetenschappelijke naam van het geslacht is voor het eerst geldig gepubliceerd in 1872 door Chaudoir.

## Soorten
Het geslacht Lipostratia omvat de volgende soorten:
- Lipostratia cyaniventris Fairmaire, 1888
- Lipostratia dichroa (Chaudoir, 1848)
- Lipostratia distinguenda (Fairmaire, 1886)
- Lipostratia elongata (Boheman, 1848)
- Lipostratia laeviceps Basilewsky, 1964
- Lipostratia masaica Basilewsky, 1964
- Lipostratia mouffleti Chaudoir, 1872
- Lipostratia nobilis (Peringuey, 1896)
- Lipostratia somalica Basilewsky, 1960